# 第21回気候変動枠組条約締約国会議
第21回気候変動枠組条約締約国会議（だい21かいきこうへんどうわくぐみじょうやくていやくこくかいぎ、仏: Conférence de Paris de 2015 sur le climat）は、2015年11月30日から12月12日の日程でフランス・パリ近郊のル・ブルジェ特設会場で開催された。2020年で失効する京都議定書以降の新たな枠組みにおいて、全196か国が参加するパリ協定が採択された。

## 日程
日程については、当初11月30日から12月11日の12日間で計画されていたが、1日延長して開催された。

## 焦点
2017年にはアメリカ合衆国のドナルド・トランプ大統領が離脱の意思を表明し、2019年には正式にCOP21から離脱した。

## 各国の対応

### 日本政府関係者の状況
日本政府からは、丸川珠代環境大臣、木原誠二外務副大臣、星野剛士経済産業大臣政務官、鬼木誠環境大臣政務官が出席した。また、11月30日は内閣総理大臣である安倍晋三も出席した。

## パリ協定

### 協定の概要
（特に明記なき場合は、WWF Japan・外務省・朝日新聞による）
- 世界共通の長期目標として、平均気温を2度削減する目標のみでなく、1.5度減以内にすることへの言及
- 主要排出国を含むすべての国が削減目標を5年ごとに見直し・提出する。さらなる目標設定を実施する。
- JCMを含む市場メカニズムの活用が位置づけられたこと
- 森林等の吸収源の保全・強化の重要性、途上国の森林減少・劣化からの排出を抑制する仕組み
- 適応の長期目標の設定及び各国の適応計画プロセスと行動の実施を行い、人間活動による温室効果ガスを実質的に排出しないこと（カーボンニュートラル）
- 先進国が引き続き資金を提供することの義務化と並んで途上国も自主的に資金を提供すること
- イノベーションの重要性が位置づけられたこと
- 5年ごとに世界全体の状況を把握する仕組み
- 協定の発効要件に国数及び排出量を用いるとしたこと
- 「仙台防災枠組[注釈 1]」への言及